# پلی‌تکنیک سوئدی
پلی‌تکنیک سوئدی (انگلیسی: Swedish Polytechnic، سوئدی: Svenska yrkeshögskolan) یک مؤسسه آموزش عالی حرفه‌ای (دانشگاه فنی‌حرفه‌ای) در واسا، فنلاند بود. این دانشگاه برنامه‌های کارشناسی و کارشناسی ارشد را به زبان سوئدی در زمینه‌های فناوری، مراقبت‌های بهداشتی، رفاه اجتماعی در واسا و در حوزه فرهنگ در نیوکارلبو و یاکوبستاد ارائه می‌داد.
در ۱ آگوست ۲۰۰۸، این دانشگاه با پلی‌تکنیک سیدواست ادغام شد تا دانشگاه علوم کاربردی نوویا را تشکیل دهد.

## برنامه‌ها
- مهندسی مکانیک و تولید
- مدیریت و مهندسی صنایع
- مهندسی برق
- فناوری اطلاعات
- مهندسی ساخت و ساز
- نقشه‌برداری زمین
- مهندسی محیط زیست
- مطالعات آزمایشگاهی
- مراقبت‌های بهداشتی
- رادیوگرافی و پرتودرمانی
- مطالعات آزمایشگاهی پزشکی
- پرستاری
- رفاه اجتماعی
- مراقبت‌های زیبایی
- موسیقی
- مطالعات درام
- هنرهای زیبا
- عکاسی
- تولید فیلم و تلویزیون
- طراحی